# Ам Тиман
Ам Тиман (на френски: Am Timan) е град в Чад и административен център на регион Саламат. Населението на града е 30 443 (преброяване от 2008 г.). Ам Тиман означава „майка на близнаци“, въпреки че причината за наименованието е неизвестна. Като център на префектура в града има гимназиално училище, клиника, освен това е домакин на празненства и търговски средища.
По време на конфликтния период, памуковите фабрики за обработка на растенията са разрушени.
Летището е подобрено от френския чуждестранен легион през 1971 г. за да позволи снабдяването на анти-бунтовническите сили по въздушен път. По това време единствения начин да влезеш или излезеш от града става само по въздух.
По време на сухия сезон продължаващ поне 10 месеца от годината, водата става проблем докато прогресира засушаването.

## Октомври 2006
На 23 октомври 2006 г. обединени сили за демокрация заявяват, че ще завземат града. Правителството на Чад се опитва да разреши проблема и призовава хората да останат спокойни.